# Thomas Kojo
Thomas Kojo (Monrovia, 22 de maio de 1972) é um ex-futebolista profissional liberiana que atuava como defensor.

## Carreira
Thomas Kojo representou o elenco da Seleção Liberiana de Futebol no Campeonato Africano das Nações de 2002.